# Elecciones presidenciales de Estados Unidos de 2020 en Arizona
Las Elecciones presidenciales de Estados Unidos en Arizona de 2020 se realizaron el martes 3 de noviembre de 2020, como parte de las elecciones en los Estados Unidos de 2020 en las que participaron los 50 estados más el Distrito de Columbia. Los votantes de Arizona eligieron electores para representarlos en el Colegio Electoral a través de un voto popular. El estado de Arizona tiene 11 votos electorales en el Colegio Electoral.
Esta es la elección presidencial más reñida en la historia de Arizona, superando la anterior, la de 1964, en la que Barry Goldwater ganó el estado por poco menos de un punto porcentual.
En 2016, Trump ganó en Arizona con un 3,5% de los votos, y se consideró que el estado era un campo de batalla vital en esta elección. La naturaleza amargamente competitiva del estado se atribuyó a la diversificación del condado de Maricopa, un bastión tradicionalmente republicano que alberga al 61,6% de la población del estado. Biden se convirtió en el primer demócrata en ganar en Arizona desde Bill Clinton en 1996, y solo el segundo desde Harry S. Truman en 1948. También es el primer demócrata en ganar el condado de Maricopa desde Truman, con un margen del 2,2%, o 45.109 votos. La alta participación entre los votantes hispanos/latinos y nativos americanos también se consideró vital. Las encuestas del estado a lo largo de la campaña mostraron en general una ventaja de Biden, aunque por un margen estrecho. Antes del día de las elecciones, 11 de las 16 organizaciones de noticias consideraban que Arizona se inclinaba por Biden; las otras cinco lo consideraban una apuesta al aire. Arizona fue el segundo estado más reñido en 2020, el único estado más reñido fue Georgia, lo que marcó la primera vez desde 1948 que el candidato demócrata ganó en ambos estados del Sun Belt en la misma elección presidencial (Clinton ganó cada estado en elecciones separadas). Esta también fue la primera vez desde 1932 que un demócrata no titular ganó Arizona en una elección presidencial, o que un republicano titular perdió el estado. Arizona tuvo 4,15 puntos porcentuales más de republicanos que el país en 2020.
Después de las elecciones, el Senado de Arizona, de mayoría republicana, inició una investigación financiada con fondos públicos en el condado de Maricopa sobre el supuesto fraude electoral que alegaban Trump y sus partidarios. La controvertida auditoría, completada en septiembre de 2021, no encontró pruebas que respaldaran las afirmaciones de irregularidades electorales significativas. Además, el recuento realizado en la auditoría le dio a Biden una ventaja de 360 votos sobre Trump, mayor que la que habían dado los resultados certificados anteriores.
El 24 de abril de 2024, el fiscal general de Arizona, Kris Mayes, anunció que un gran jurado había acusado a once electores falsos y siete aliados de Trump, incluidos Rudy Giuliani y Mark Meadows, por su papel en el intento de anular los resultados a favor de Trump.

## Elecciones primarias

### Primarias republicanas canceladas
El 9 de septiembre de 2019, el Partido Republicano de Arizona se convirtió en uno de los varios partidos republicanos estatales en cancelar oficialmente sus respectivas primarias y caucus. La campaña de reelección de Donald Trump y los funcionarios del Partido Republicano han citado el hecho de que los republicanos cancelaron varias primarias estatales cuando George H. W. Bush y George W. Bush buscaron un segundo mandato en 1992 y 2004, respectivamente; y los demócratas cancelaron algunas de sus primarias cuando Bill Clinton y Barack Obama buscaban la reelección en 1996 y 2012, respectivamente.
De los 57 delegados en total, 3 fueron asignados a cada uno de los 9 distritos del Congreso del estado, 10 a delegados generales y otros 3 a líderes de partidos comprometidos y funcionarios electos (superdelegados). También se asignaron 17 delegados adicionales.
El partido estatal todavía llevó a cabo formalmente las reuniones de alto nivel en su sistema de selección de delegados de tipo subcaucus ambulante. Las convenciones de distrito legislativo y condado se llevaron a cabo del 8 de febrero al 11 de abril para seleccionar delegados a la Convención Republicana del Estado de Arizona. En la Convención Republicana del Estado de Arizona, que tuvo lugar el 9 de mayo, el partido estatal vinculó formalmente a Trump a todos sus 57 delegados nacionales comprometidos. Un correo electrónico del 15 de mayo del Partido Republicano de Arizona decía que "cada uno de nuestros... delegados... elegidos se comprometió a apoyar a Donald Trump y Mike Pence como candidatos del Partido Republicano para presidente y vicepresidente en 2020".
A los 54 delegados comprometidos que Arizona envió a la convención nacional se unieron 3 delegados superdelegados, que consisten en un miembro del Comité Nacional, una mujer del Comité Nacional y el presidente del Partido Republicano de Arizona.

### Primarias demócratas
Las primarias demócratas de Arizona se llevaron a cabo el 17 de marzo de 2020, en la misma fecha que las primarias demócratas en Florida e Illinois. El exvicepresidente Joe Biden ganó las primarias con el 43,7% de los votos y 38 delegados, por delante del senador Bernie Sanders de Vermont, que recibió el 32,7% de los votos y 29 delegados. Ningún otro candidato recibió delegados y los únicos otros candidatos que recibieron más del 1% de los votos fueron la senadora Elizabeth Warren de Massachusetts, con el 5,8%, y el exalcalde de South Bend, Indiana, Pete Buttigieg, con el 4,1%. Tanto Warren como Buttigieg se retiraron antes de la contienda. Los otros candidatos en la boleta representaron un 1,2% colectivo de los votos.
Biden ganó 13 de los 15 condados del estado de Arizona, mientras que Sanders ganó los condados de Coconino (hogar de Flagstaff) y Yuma (hogar de la ciudad homónima).
Los totales de votos oficiales informados por el Secretario de Estado de Arizona sumaron el 86,7%, ya que el 13,3% restante de los votos estuvo compuesto por candidatos cuyos totales de votos individuales no fueron informados.
| Candidato                      | Votos   | %     | Delegados |
| ------------------------------ | ------- | ----- | --------- |
| Joe Biden                      | 268.029 | 43,7% | 38        |
| Bernie Sanders                 | 200.456 | 32,7% | 29        |
| Elizabeth Warren (retirada†)   | 35.537  | 5,8%  | 0         |
| Pete Buttigieg (retirado†)     | 24.868  | 4,1%  | 0         |
| Tulsi Gabbard                  | 3.014   | 0,5%  | 0         |
| Andrew Yang (retirado)         | 1.921   | 0,3%  | 0         |
| Julián Castro (retirado)       | 754     | 0,1%  | 0         |
| Marianne Williamson (retirada) | 668     | 0,1%  | 0         |
| Roque De La Fuente III         | 628     | 0,1%  | 0         |
| Deval Patrick (retirado)       | 242     | 0,0%  | 0         |
| Henry Hewes                    | 208     | 0,0%  | 0         |
| Michael A. Ellinger            | 184     | 0,0%  | 0         |
| Total                          | 536,509 | 86,7% | 67        |

Porcentaje de votos populares por condado.Azul claro: Biden – 40–50%Azul fuerte: Biden – 50–60%Verde claro: Sanders – 30–40%Verde oscuro: Sanders – 40–50%

†El candidato se retiró después de que comenzó la votación anticipada.

## Elección general

### Campaña

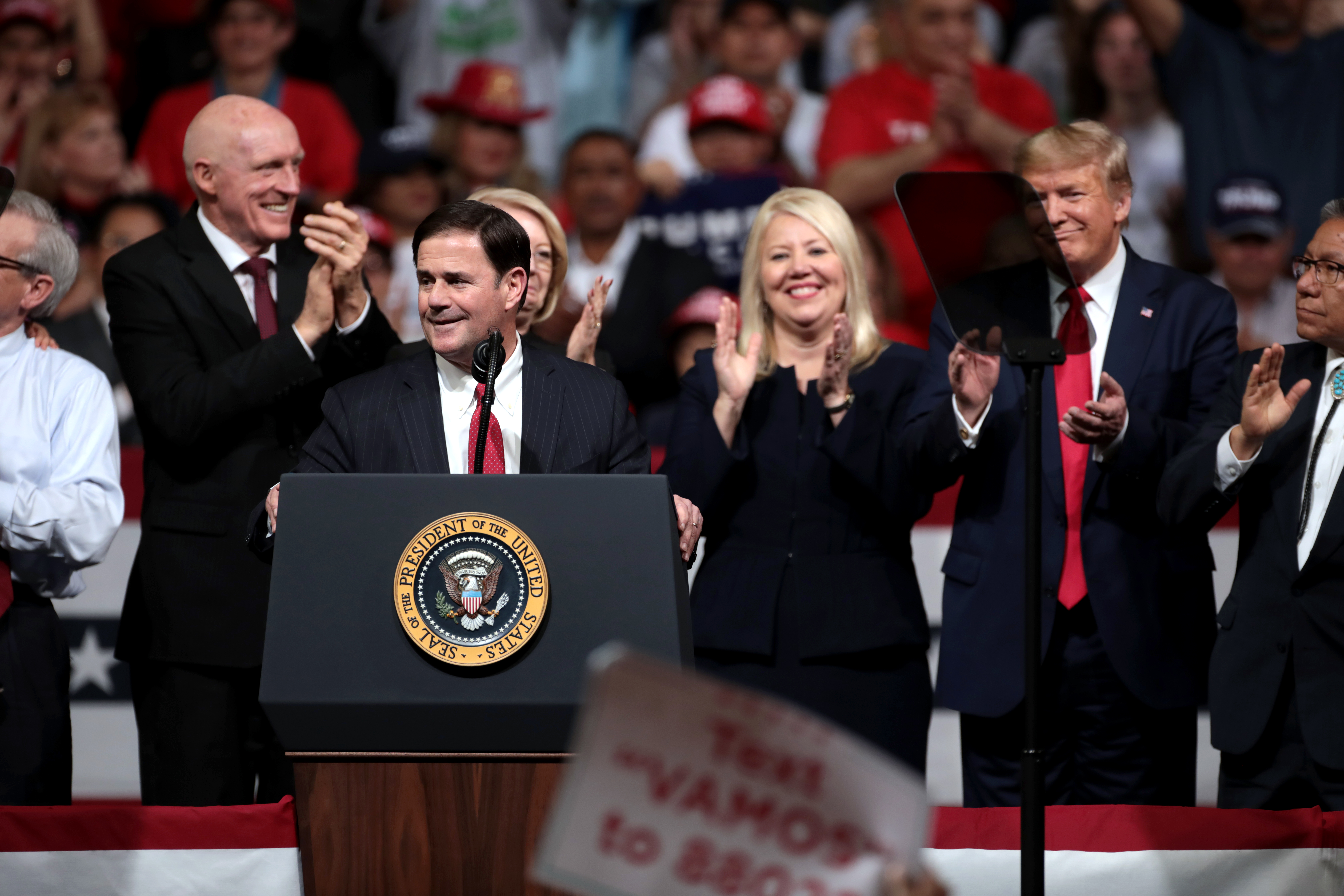
19 de febrero de 2020: (de izquierda a derecha) El presidente de la Cámara de Representantes de Arizona, Russell Bowers, el gobernador Doug Ducey, la congresista Debbie Lesko, el presidente Trump y el vicepresidente Navajo, Myron Lizer, en un mitin en el Arizona Veterans Memorial Coliseum en Phoenix.

Arizona fue un estado muy disputado durante las elecciones. Alguna vez fue un estado confiablemente republicano, pero en los últimos años ha tendido a ser más demócrata, y Trump ganó por solo el 3,5 % en 2016. En comparación con los republicanos anteriores, el desempeño de Trump fue históricamente débil: Mitt Romney ganó con un margen del 9,0 % en 2012 sobre Barack Obama, John McCain por un 8,5 % en 2008 también contra Obama, y George W. Bush por un 10,5 % en 2004 contra John Kerry. Arizona fue uno de los diez estados que se inclinó más hacia los demócratas en 2016, y su cambio de 5,5 puntos porcentuales fue el cuarto más grande del país. El cambio reflejó un patrón nacional en el que los votantes suburbanos, anteriormente la principal base de votación republicana, se inclinaron profundamente hacia la columna demócrata. El giro hacia la izquierda de Arizona también se atribuyó a una población hispana en rápido crecimiento.
Ambos candidatos gastaron enormes cantidades de dinero en publicidad, aunque Biden gastó 2-1 más que Trump.

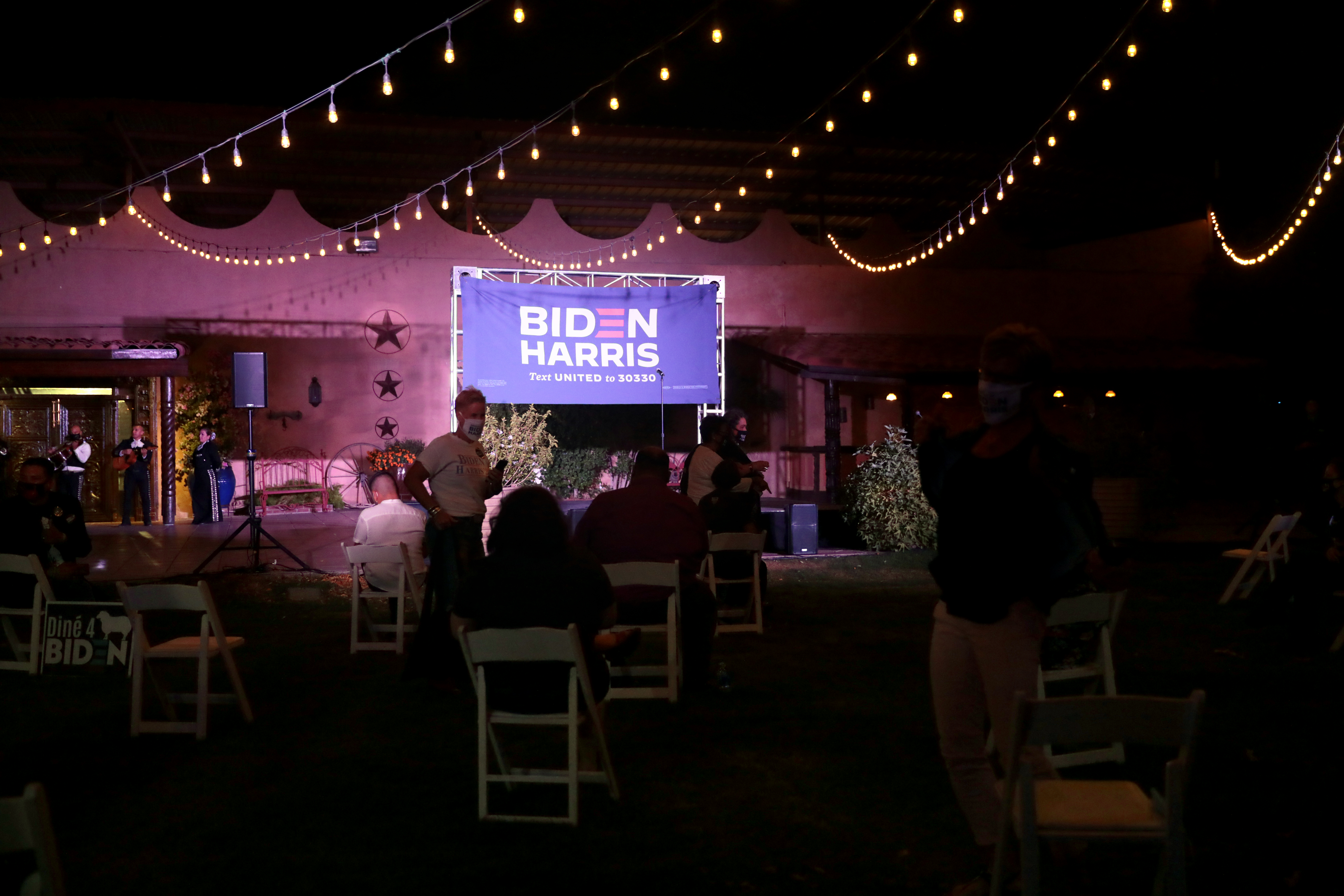
25 de octubre de 2020: Mitin de campaña de Joe Biden en Corona Ranch y Rodeo Grounds en Phoenix, con Cher.

Trump visitó Arizona significativamente más que su oponente, realizando 4 mítines en solo una semana, en comparación con Biden, quien solo visitó el estado una vez. Trump favoreció grandes manifestaciones con miles de personas presentes, a menudo sin máscaras y en contra del consejo de los funcionarios de salud.
En sus mítines, Trump hizo campaña con el gobernador republicano de Arizona, Doug Ducey, así como con la senadora republicana Martha McSally, en un intento de ayudarla a ganar contra el demócrata Mark Kelly en las elecciones especiales al Senado de los Estados Unidos de 2020.

### Predicciones
| Fuente                | Clasificación              | As of                  |
| --------------------- | -------------------------- | ---------------------- |
| Cook Political Report | Pequeña ventaja (volteado) | 28 de octubre de 2020  |
| Inside Elections      | Inclinándose (volteado)    | 28 de octubre de 2020  |
| Sabato's Crystal Ball | Pequeña ventaja (volteado) | 2 de noviembre de 2020 |
| 270toWin              | Pequeña ventaja (volteado) | 30 de octubre de 2020  |
| Político              | Competitivo                | 2 de noviembre de 2020 |
| RealClearPolitics     | Competitivo                | 29 de octubre de 2020  |

### Recaudación de fondos
Según la Comisión Federal Electoral, en 2019 y 2020, Joe Biden y sus grupos de interés recaudaron $9,284,978.20, Donald Trump y sus grupos de interés recaudaron $15,506,263.10, y Jo Jorgensen recaudó $29,078.65 de contribuyentes con sede en Arizona.

### Acceso a las papeletas
- Joe Biden / Kamala Harris, Demócrata
- Donald Trump / Mike Pence, Republicano
- Jo Jorgensen / Jeremy "Spike" Cohen, Libertario

Los candidatos independientes que deseaban postularse debían presentar una petición de nominación y un formulario de declaración financiera entre 120 y 90 días antes de las elecciones primarias. Una petición de nominación válida requería las firmas del 3% de los votantes registrados no afiliados en Arizona al 1 de marzo de 2020. Sin embargo, los firmantes pueden pertenecer a cualquier partido político o no estar afiliados siempre que no hayan firmado ya una petición para un candidato registrado en un partido político que tenga la intención de postularse en la misma elección. Las peticiones pueden ser físicas o electrónicas; en 2012, Arizona introdujo E-Qual, una plataforma de peticiones de nominación en línea.
Además, los candidatos que no formaban parte de la lista debían presentar un documento de nominación (que incluyera el nombre y la firma del candidato; la dirección de residencia y de la oficina de correos; la edad y la fecha de nacimiento; y el tiempo que el candidato había vivido en Arizona) y un formulario de declaración financiera antes de las 5:00 p. m. del día 40 anterior a la elección en la que se presentaba el candidato (en este caso, el 24 de septiembre) para que se contaran sus votos. Las leyes del mal perdedor impiden que los candidatos que perdieron una elección primaria se presenten a la elección general como candidatos no incluidos en la lista. Los candidatos no incluidos en la lista tampoco pueden presentarse si no recibieron suficientes firmas para obtener acceso a la boleta electoral al momento de presentarse a la elección primaria o si el candidato no recibió suficientes firmas para obtener acceso a la boleta electoral en la elección general. A los siguientes candidatos se les dio acceso a la boleta electoral por escrito:
- Howie Hawkins / Angela Nicole Walker, Verde
- Jade Simmons / Claudeliah Roze, Independiente
- Gloria La Riva / Sunil Freeman, Socialismo y Liberación
- Daniel Clyde Cummings / Ryan Huber, Constitución
- President R. Boddie / Eric Stoneham, Independiente

### Resultados
| Elecciones presidenciales de Estados Unidos en Arizona de 2020 | Elecciones presidenciales de Estados Unidos en Arizona de 2020 | Elecciones presidenciales de Estados Unidos en Arizona de 2020 | Elecciones presidenciales de Estados Unidos en Arizona de 2020 | Elecciones presidenciales de Estados Unidos en Arizona de 2020 | Elecciones presidenciales de Estados Unidos en Arizona de 2020 |
| Partido                                                        | Partido                                                        | Candidato/a                                                    | Votos                                                          | %                                                              | ±%                                                             |
| -------------------------------------------------------------- | -------------------------------------------------------------- | -------------------------------------------------------------- | -------------------------------------------------------------- | -------------------------------------------------------------- | -------------------------------------------------------------- |
|                                                                | Demócrata                                                      | Joe Biden                                                      | 1 672 143                                                      | 49.39%                                                         | +3.93%                                                         |
|                                                                | Republicano                                                    | Donald Trump (titular)                                         | 1 661 686                                                      | 49.09%                                                         | +0.06%                                                         |
|                                                                | Libertario                                                     | Jo Jorgensen                                                   | 51 465                                                         | 1.52%                                                          | -2.65%                                                         |
|                                                                | Verde                                                          | Howie Hawkins (escrito)                                        | 1 557                                                          | 0.05%                                                          | -1,27%                                                         |
|                                                                | Independiente                                                  | Jade Simmons (escrito)                                         | 236                                                            | 0.01%                                                          | N/A                                                            |
|                                                                | Socialismo y Liberación                                        | Gloria La Riva (escrito)                                       | 190                                                            | 0.01%                                                          | N/A                                                            |
|                                                                | Constitución                                                   | Daniel Clyde Cummings (escrito)                                | 36                                                             | 0.00%                                                          | -0.04%                                                         |
|                                                                | Independiente                                                  | President R. Boddie (escrito)                                  | 13                                                             | 0.00%                                                          | N/A                                                            |
| Total                                                          | Total                                                          | Total                                                          | 3 386 294                                                      | 100.00%                                                        |                                                                |
| Margen de victoria                                             | Margen de victoria                                             | Margen de victoria                                             | 10 457                                                         | 0.30%                                                          |                                                                |
|                                                                | Ganancia Demócrata de Republicano                              |                                                                |                                                                |                                                                |                                                                |

## Análisis
Al ganar en Arizona, Biden ganó en el condado de Maricopa, por lejos el condado más poblado de Arizona, siendo la primera vez que un demócrata lo lograba desde 1948. Biden también se convirtió en uno de los dos únicos demócratas en alcanzar el 45% de los votos a nivel estatal desde que Lyndon B. Johnson lo hizo en 1964. El margen de victoria estatal de Biden de 0.3% quedó fuera del rango para un recuento, ya que los Estatutos Revisados de Arizona no tienen disposiciones para recuentos solicitados por candidatos o votantes. Además, un recuento automático solo se realizará si el margen es inferior al 0.1%. Esta fue la primera vez desde 2000 que un condado en el estado cambió de partido.
Arizona fue visto como un potencial giro demócrata durante todo el año, ya que la creciente población hispana del estado, así como una afluencia de jubilados y votantes más jóvenes con educación universitaria, se estaban volviendo cada vez más amigables con el Partido Demócrata.
Los analistas atribuyeron la victoria de Biden en Arizona a varios factores, incluidos los cambios hacia los demócratas en los suburbios de Phoenix y un aumento en la participación de los nativos americanos. Los ataques de Trump a los republicanos moderados, incluido el fallecido senador de Arizona John McCain, también fueron citados como factores que ayudaron a Biden, junto con el respaldo de Biden de Cindy McCain, la viuda de John McCain, y el exsenador de Arizona Jeff Flake. La campaña de Biden había lanzado un anuncio en el que aparecía Cindy McCain hablando de la relación de Biden con John McCain. Los analistas también citaron la organización latina después de que los republicanos de Arizona aprobaran controvertidas leyes de inmigración como la SB 1070.

### Votantes hispanos y latinos
Biden obtuvo el voto hispano/latino por un margen de 59-40, que fue once puntos más débil que la victoria de Hillary Clinton por 61-31 en 2016 entre los latinos, a pesar de su derrota a nivel estatal. El condado de Santa Cruz, donde el 83,5% de la población es hispana o latina, se inclinó 12 puntos más hacia el Partido Republicano que en 2016, mientras que el condado de Yuma (63,8% hispano o latino) se inclinó 5,1 puntos más hacia el Partido Republicano.

### Votantes nativos americanos
Biden ganó fácilmente el condado de Apache, dominado por las reservas Navajo y Fort Apache; y el condado de Coconino, que abarca la Nación Havasupai y partes de las naciones Navajo, Hopi y Hualapai. Entre el 60 y el 90% de los 67.000 votantes registrados de la Nación Navajo votaron por Biden. En el condado de Pima, Biden ganó los distritos que abarcan las reservas Tohono O'odham, San Xavier y Pascua Yaqui, a menudo con más del 90% de los votos.

### Elecciones concurrentes
Las elecciones presidenciales se celebraron simultáneamente con las elecciones a la Cámara de Representantes y al Senado. En las elecciones especiales al Senado de los Estados Unidos de 2020, la republicana titular Martha McSally, que perdió las elecciones al Senado de 2018 pero fue designada para el Senado en reemplazo de Jon Kyl (quien a su vez reemplazó al fallecido John McCain), se postuló para la reelección, pero fue derrotada por el demócrata y exastronauta Mark Kelly. Se esperaba ampliamente en las encuestas y pronósticos que Kelly superara a Biden debido a la impopularidad de McSally, y terminó haciéndolo por 2,05 puntos porcentuales. También correspondió con la Proposición 207 de Arizona de 2020, un referéndum para aprobar la legalización y los impuestos a la marihuana recreativa, que fue aprobada por más del 60% de los votantes. Los republicanos de la Cámara de Representantes obtuvieron más votos que los demócratas: los republicanos obtuvieron el 50,1% de los votos en la boleta general frente al 49,9% de los demócratas.

### Encuestas de salida

#### Edison
Las siguientes son estimaciones de las encuestas de salida realizadas por Edison Research para el National Election Pool (que abarca ABC News, CBS News, CNN y NBC News) entrevistando a 1.639 votantes de Arizona, ajustadas para que coincidan con el recuento de votos real.
| Elecciones presidenciales de 2020 en Arizona por subgrupos (encuesta de salida de Edison) | Elecciones presidenciales de 2020 en Arizona por subgrupos (encuesta de salida de Edison) | Elecciones presidenciales de 2020 en Arizona por subgrupos (encuesta de salida de Edison) | Elecciones presidenciales de 2020 en Arizona por subgrupos (encuesta de salida de Edison) |
| Subgrupo demográfico                                                                      | Biden                                                                                     | Trump                                                                                     | % de voto total                                                                           |
| ----------------------------------------------------------------------------------------- | ----------------------------------------------------------------------------------------- | ----------------------------------------------------------------------------------------- | ----------------------------------------------------------------------------------------- |
| Votos totales                                                                             | 49,36                                                                                     | 49.06                                                                                     | 99                                                                                        |
| Ideología                                                                                 |                                                                                           |                                                                                           |                                                                                           |
| Liberales                                                                                 | 93                                                                                        | 6                                                                                         | 22                                                                                        |
| Moderados                                                                                 | 67                                                                                        | 32                                                                                        | 36                                                                                        |
| Conservadores                                                                             | 11                                                                                        | 87                                                                                        | 42                                                                                        |
| Partido                                                                                   |                                                                                           |                                                                                           |                                                                                           |
| Demócratas                                                                                | 96                                                                                        | 3                                                                                         | 26                                                                                        |
| Republicanos                                                                              | 9                                                                                         | 90                                                                                        | 35                                                                                        |
| Independientes                                                                            | 53                                                                                        | 44                                                                                        | 39                                                                                        |
| Género                                                                                    |                                                                                           |                                                                                           |                                                                                           |
| Hombres                                                                                   | 48                                                                                        | 50                                                                                        | 48                                                                                        |
| Mujer                                                                                     | 51                                                                                        | 48                                                                                        | 52                                                                                        |
| Raza/etnia                                                                                |                                                                                           |                                                                                           |                                                                                           |
| Blanco                                                                                    | 46                                                                                        | 52                                                                                        | 74                                                                                        |
| Negro                                                                                     | –                                                                                         | –                                                                                         | 2                                                                                         |
| Latino                                                                                    | 61                                                                                        | 37                                                                                        | 19                                                                                        |
| Asiático                                                                                  | –                                                                                         | –                                                                                         | 2                                                                                         |
| Otro                                                                                      | –                                                                                         | –                                                                                         | 4                                                                                         |
| Edad                                                                                      |                                                                                           |                                                                                           |                                                                                           |
| 18–29 años                                                                                | 63                                                                                        | 32                                                                                        | 16                                                                                        |
| 30–44 años                                                                                | 47                                                                                        | 51                                                                                        | 20                                                                                        |
| 45–64 años                                                                                | 44                                                                                        | 55                                                                                        | 32                                                                                        |
| 65 años y más                                                                             | 49                                                                                        | 50                                                                                        | 31                                                                                        |
| Orientación sexual                                                                        |                                                                                           |                                                                                           |                                                                                           |
| LGBT                                                                                      | 68                                                                                        | 29                                                                                        | 8                                                                                         |
| Heterosexual                                                                              | 48                                                                                        | 51                                                                                        | 92                                                                                        |
| Educación                                                                                 |                                                                                           |                                                                                           |                                                                                           |
| Nunca asistió a la universidad                                                            | 49                                                                                        | 51                                                                                        | 16                                                                                        |
| Algunos estudios universitarios                                                           | 46                                                                                        | 51                                                                                        | 28                                                                                        |
| Grado de asociado                                                                         | 46                                                                                        | 52                                                                                        | 14                                                                                        |
| Licenciatura                                                                              | 49                                                                                        | 50                                                                                        | 25                                                                                        |
| Título de posgrado                                                                        | 60                                                                                        | 40                                                                                        | 16                                                                                        |
| Cuestión considerada como la más importante                                               |                                                                                           |                                                                                           |                                                                                           |
| Desigualdad racial                                                                        | 93                                                                                        | 6                                                                                         | 12                                                                                        |
| Coronavirus                                                                               | 95                                                                                        | 4                                                                                         | 21                                                                                        |
| Economía                                                                                  | 8                                                                                         | 91                                                                                        | 34                                                                                        |
| Crimen y seguridad                                                                        | 11                                                                                        | 87                                                                                        | 12                                                                                        |
| Cuidado de la salud                                                                       | 78                                                                                        | 20                                                                                        | 14                                                                                        |
| Región                                                                                    |                                                                                           |                                                                                           |                                                                                           |
| Condado de Maricopa                                                                       | 50                                                                                        | 48                                                                                        | 61                                                                                        |
| Condado de Pima                                                                           | 59                                                                                        | 40                                                                                        | 15                                                                                        |
| Resto del estado                                                                          | 41                                                                                        | 57                                                                                        | 24                                                                                        |
| Tipo de área                                                                              |                                                                                           |                                                                                           |                                                                                           |
| Urbano                                                                                    | 56                                                                                        | 42                                                                                        | 46                                                                                        |
| Suburbano                                                                                 | 45                                                                                        | 55                                                                                        | 46                                                                                        |
| Rural                                                                                     | 41                                                                                        | 55                                                                                        | 9                                                                                         |
| Situación financiera de la familia                                                        |                                                                                           |                                                                                           |                                                                                           |
| Mejor que hace cuatro años                                                                | 15                                                                                        | 83                                                                                        | 44                                                                                        |
| Peor que hace cuatro años                                                                 | 91                                                                                        | 8                                                                                         | 15                                                                                        |
| Más o menos lo mismo                                                                      | 71                                                                                        | 27                                                                                        | 41                                                                                        |

#### Associated Press
Las siguientes son estimaciones de las encuestas de salida realizadas por la Universidad de Chicago para Associated Press entrevistando a 3.772 posibles votantes en Arizona, ajustadas para que coincidan con el recuento de votos real.
| Elecciones presidenciales de 2020 en Arizona por subgrupos (encuestas de salida de Associated Press) | Elecciones presidenciales de 2020 en Arizona por subgrupos (encuestas de salida de Associated Press) | Elecciones presidenciales de 2020 en Arizona por subgrupos (encuestas de salida de Associated Press) | Elecciones presidenciales de 2020 en Arizona por subgrupos (encuestas de salida de Associated Press) | Elecciones presidenciales de 2020 en Arizona por subgrupos (encuestas de salida de Associated Press) |
| Subgrupo demográfico                                                                                 | Biden                                                                                                | Trump                                                                                                | Jorgensen                                                                                            | % de voto total                                                                                      |
| --- | --- | --- | --- | --- |
| Votos totales                                                                                        | 49,36                                                                                                | 49.06                                                                                                | 1.52                                                                                                 | 100                                                                                                  |
| Ideología                                                                                            | | | | |
| Liberales                                                                                            | 92                                                                                                   | 8 | <1                                                                                                   | 28                                                                                                   |
| Moderados                                                                                            | 59                                                                                                   | 37                                                                                                   | 3 | 33                                                                                                   |
| Conservadores                                                                                        | 10                                                                                                   | 89                                                                                                   | 1 | 39                                                                                                   |
| Partido                                                                                              | | | | |
| Demócratas o demócratas inclinados                                                                   | 96                                                                                                   | 3 | 1 | 43                                                                                                   |
| Republicanos o republicanos inclinados                                                               | 9 | 90                                                                                                   | 1 | 51                                                                                                   |
| Independientes                                                                                       | 58                                                                                                   | 33                                                                                                   | 8 | 6 |
| Tipo de voto                                                                                         | | | | |
| Día de elección                                                                                      | 33                                                                                                   | 66                                                                                                   | 1 | 15                                                                                                   |
| Votación anticipada                                                                                  | 38                                                                                                   | 61                                                                                                   | 1 | 20                                                                                                   |
| Voto por correo                                                                                      | 56                                                                                                   | 42                                                                                                   | 2 | 66                                                                                                   |
| Votación en 2016                                                                                     | | | | |
| Hillary Clinton                                                                                      | 95                                                                                                   | 5 | <1                                                                                                   | 36                                                                                                   |
| Donald Trump                                                                                         | 7 | 92                                                                                                   | 1 | 43                                                                                                   |
| Otro                                                                                                 | 58                                                                                                   | 27                                                                                                   | 14                                                                                                   | 6 |
| No votó                                                                                              | 57                                                                                                   | 41                                                                                                   | 1 | 15                                                                                                   |
| Género                                                                                               | | | | |
| Hombre                                                                                               | 46                                                                                                   | 52                                                                                                   | 2 | 48                                                                                                   |
| Mujer                                                                                                | 52                                                                                                   | 47                                                                                                   | 1 | 52                                                                                                   |
| Raza/etnia                                                                                           | | | | |
| Blanco                                                                                               | 45                                                                                                   | 53                                                                                                   | 2 | 71                                                                                                   |
| Negro                                                                                                | – | – | – | 4 |
| Latino                                                                                               | 59                                                                                                   | 40                                                                                                   | 1 | 8 |
| Otro                                                                                                 | 49                                                                                                   | 49                                                                                                   | 2 | 8 |
| Edad                                                                                                 | | | | |
| 18–24 años                                                                                           | 63                                                                                                   | 33                                                                                                   | 4 | 7 |
| 25–29 años                                                                                           | 55                                                                                                   | 43                                                                                                   | 2 | 6 |
| 30–39 años                                                                                           | 56                                                                                                   | 43                                                                                                   | 1 | 14                                                                                                   |
| 40–49 años                                                                                           | 49                                                                                                   | 48                                                                                                   | 2 | 14                                                                                                   |
| 50–64 años                                                                                           | 45                                                                                                   | 54                                                                                                   | 1 | 29                                                                                                   |
| 65 años y más                                                                                        | 46                                                                                                   | 53                                                                                                   | 1 | 30                                                                                                   |
| Religión                                                                                             | | | | |
| Protestante                                                                                          | 35                                                                                                   | 64                                                                                                   | 1 | 21                                                                                                   |
| Católico                                                                                             | 51                                                                                                   | 48                                                                                                   | 1 | 22                                                                                                   |
| Mormón                                                                                               | 18                                                                                                   | 80                                                                                                   | 2 | 4 |
| Otros cristianos                                                                                     | 33                                                                                                   | 66                                                                                                   | 1 | 17                                                                                                   |
| Judío                                                                                                | 68                                                                                                   | 30                                                                                                   | 2 | 3 |
| Musulmán                                                                                             | – | – | – | 1 |
| Otra religión                                                                                        | 58                                                                                                   | 38                                                                                                   | 3 | 7 |
| Ninguno                                                                                              | 71                                                                                                   | 27                                                                                                   | 2 | 26                                                                                                   |
| Estado civil                                                                                         | | | | |
| Soltero o nunca casado                                                                               | 59                                                                                                   | 40                                                                                                   | 1 | 21                                                                                                   |
| Casado                                                                                               | 43                                                                                                   | 55                                                                                                   | 2 | 58                                                                                                   |
| Separado                                                                                             | – | – | – | <1                                                                                                   |
| Divorciado                                                                                           | 50                                                                                                   | 49                                                                                                   | 1 | 15                                                                                                   |
| Viudo                                                                                                | – | – | – | 6 |
| Orientación sexual                                                                                   | | | | |
| LGBT                                                                                                 | 70                                                                                                   | 27                                                                                                   | 2 | 8 |
| Heterosexual                                                                                         | 45                                                                                                   | 53                                                                                                   | 1 | 92                                                                                                   |
| Educación                                                                                            | | | | |
| Escuela secundaria o menos                                                                           | 49                                                                                                   | 50                                                                                                   | 1 | 24                                                                                                   |
| Algunos estudios universitarios o título asociado                                                    | 47                                                                                                   | 51                                                                                                   | 2 | 41                                                                                                   |
| Graduado universitario                                                                               | 52                                                                                                   | 46                                                                                                   | 1 | 23                                                                                                   |
| Título de posgrado                                                                                   | 54                                                                                                   | 45                                                                                                   | 1 | 13                                                                                                   |
| Ingresos totales del hogar (2019)                                                                    | | | | |
| Menos de $25,000                                                                                     | 50                                                                                                   | 48                                                                                                   | 2 | 13                                                                                                   |
| $25,000–$49,999                                                                                      | 52                                                                                                   | 46                                                                                                   | 1 | 25                                                                                                   |
| $50,000–$74,999                                                                                      | 54                                                                                                   | 45                                                                                                   | 1 | 21                                                                                                   |
| $75,000–$99,999                                                                                      | 47                                                                                                   | 52                                                                                                   | 1 | 17                                                                                                   |
| Más de $100,000                                                                                      | 44                                                                                                   | 53                                                                                                   | 2 | 24                                                                                                   |
| Hogares sindicalizados                                                                               | | | | |
| Sí                                                                                                   | 52                                                                                                   | 46                                                                                                   | 1 | 10                                                                                                   |
| No                                                                                                   | 49                                                                                                   | 50                                                                                                   | 1 | 90                                                                                                   |
| Hogares de veteranos                                                                                 | | | | |
| Veterano, yo mismo                                                                                   | 48                                                                                                   | 51                                                                                                   | 1 | 14                                                                                                   |
| Hogar de veteranos                                                                                   | 46                                                                                                   | 54                                                                                                   | <1                                                                                                   | 19                                                                                                   |
| No                                                                                                   | 53                                                                                                   | 45                                                                                                   | 2 | 67                                                                                                   |
| Cuestión considerada como la más importante                                                          | | | | |
| Economía y empleo                                                                                    | 14                                                                                                   | 84                                                                                                   | 2 | 31                                                                                                   |
| Cuidado de la salud                                                                                  | 64                                                                                                   | 34                                                                                                   | 2 | 8 |
| Inmigración                                                                                          | 13                                                                                                   | 85                                                                                                   | 2 | 5 |
| Aborto provocado                                                                                     | – | – | – | 2 |
| Aplicación de la ley                                                                                 | 17                                                                                                   | 82                                                                                                   | 1 | 5 |
| Cambio climático                                                                                     | 86                                                                                                   | 10                                                                                                   | 3 | 5 |
| Política exterior                                                                                    | – | – | – | 1 |
| Pandemia de COVID-19                                                                                 | 76                                                                                                   | 23                                                                                                   | 1 | 39                                                                                                   |
| Racismo                                                                                              | 85                                                                                                   | 15                                                                                                   | <1                                                                                                   | 5 |
| Tipo de área                                                                                         | | | | |
| Urbano                                                                                               | 59                                                                                                   | 40                                                                                                   | 1 | 26                                                                                                   |
| Suburbano                                                                                            | 48                                                                                                   | 51                                                                                                   | 1 | 50                                                                                                   |
| Pueblo pequeño                                                                                       | 41                                                                                                   | 58                                                                                                   | 1 | 13                                                                                                   |
| Rural                                                                                                | 43                                                                                                   | 55                                                                                                   | 2 | 10                                                                                                   |
| Situación financiera de la familia hoy                                                               | | | | |
| Saliendo adelante                                                                                    | 23                                                                                                   | 77                                                                                                   | <1                                                                                                   | 13                                                                                                   |
| Manteniéndose firme                                                                                  | 50                                                                                                   | 47                                                                                                   | 2 | 70                                                                                                   |
| Quedándose atrás                                                                                     | 64                                                                                                   | 33                                                                                                   | 2 | 17                                                                                                   |